# Janis Martin
Janis Martin (Sutherlin, 17 maart 1940 – Durham, 3 september 2007) was een Amerikaanse rockabilly- en countryzangeres. Martin was in de jaren vijftig een van de eerste vrouwelijke rock-'n-rollartiesten in dit door mannen gedomineerde segment. Andere rockabillyzangeressen uit die periode waren Lorrie Collins (van The Collins Kids), Brenda Lee en Wanda Jackson. Martin is vergeleken met deze artiesten relatief onbekend gebleven.

## Biografie

### Oorsprong
Martin werd geboren in Sutherlin, Virginia, Verenigde Staten op 27 maart 1940. Haar vader en oom waren amateurmuzikanten. Vanaf vijfjarige leeftijd zong ze al volop en toen ze zes was speelde ze op een kindergitaartje. Ze zong country in de stijl van Eddy Arnold en Hank Williams sr. en won diverse talentenjachten. Toen ze elf was trad ze op bij de WDVA Barn Dance in Virginia. Vanaf de Barndance reisde ze twee jaar met Glen Thompsons band waarna ze rondtrok met Jim Eanes, een voormalige Starday Records artiest. In 1953 verscheen ze op het Tobacco Festival met Ernest Tubb en Sunshine Sue. Als gevolg van dit optreden werd ze regelmatig gevraagd voor optredens in de Old Dominion Barn Dance in Richmond, Virginia, destijds het op twee na grootste countryevenement, na de Grand Ole Opry, Nashville, Tennessee, en de WWVA Jamboree in Wheeling, West Virginia. In die tijd schreef het duo Carl Barefoot en Carl Stutz Little Things Mean a Lot voor haar.
Midden jaren vijftig maakte Martin de stap richting wat later rock-'n-roll ging heten. De eerste aanzet was haar cover van Ruth Browns Mama He Treats Your Daughter Mean. Chet Atkins was een van de eersten die zijn waardering voor deze nieuwe muziek uitsprak. Andere artiesten experimenteerden ook met de mix van country- en hillbillymuziek met ritmische rock-'n-roll. Dit sloeg aan bij een groot publiek en werd later als rockabilly betiteld.

### Doorbraak
Haar doorbraak kwam toen ze op veertienjarige leeftijd een try-out mocht doen van Will You, Willyum op de Barndance, waarvan ook promotie-opnames gemaakt werden. Via Tannen Music in New York belandden de opnames bij RCA Victor, waarna Steve Holes haar meteen een contract bij RCA Victor aanbood om de single op te nemen en uit te brengen. Hiermee was ze op haar vijftiende (1955) een betaalde artiest met een platencontract. De single werd haar grootste commerciële succes (750.000 exemplaren – plaats 35 US hitlijst), en op de B-kant stond haar zelfgeschreven Drugstore Rock and Roll. Het bezorgde haar de eropvolgende jaren voldoende optredens door de hele VS en ze verscheen in televisieshows zoals The Tonight Show, American Bandstand en Ozark Jubilee met Red Foley.

### Carrière
Doordat de succesvolle Elvis Presley ook bij het label RCA Victor was ondergebracht en in het rockabillysegment opereerde, kwam Martin met hem in contact, en zowel hij als het hele RCA-team was zo onder de indruk dat ze haar de naam Female Elvis gaven.
Haar eerste roadtour deed ze met Hank Snow, en verder toerde ze ook met bekende artiesten zoals Faron Young, Porter Wagoner, The Browns, Johnny Cash, Del Wood en Carl Perkins. Ze formeerde haar eigen band The Marteens die geen bekendheid genoot, en deed zelfs een screentest voor MGM. In 1957 reisde ze naar Europa, om de aldaar gelegerde troepen met muziek te vermaken. Bij terugkomst in de VS vertelde ze over haar ervaringen in de Today Show van Dave Garroway en zong ze haar nieuwe song My Boy Elvis. Ook werd ze uitgenodigd om in de toonaangevende show Grand Ole Opry op te treden.

### Ondergang
In de Verenigde Staten wist men niet dat Martin reeds in 1956 getrouwd was met Tommy Cundiff. Toen in 1958 bleek dat ze als zeventienjarige zwanger was, werd ze door RCA aan de kant gezet. Vanaf toen werd haar bestaan door deze platenmaatschappij min of meer doodgezwegen.

### De jaren 60 en 70
Toen haar zoontje twee jaar oud was probeerde Martin haar carrière weer op te pakken, wat haar een rechtszaak met King Records en Decca Records opleverde. Het Amerikaanse recht werd omzeild door met een Europese platenmaatschappij in zee te gaan. Onder het Belgische label Palette Records werden vanaf 1960 vier nummers opgenomen. Martins tweede man Ken Parton wilde voor haar geen internationale muzikale carrière, waardoor ze slechts sporadisch in lokale gelegenheden optrad. Het eerder, in 1956, in Australië uitgebrachte album Janis en Elvis leverde plots problemen op, omdat volgens de rechthebbenden hiermee ten onrechte de indruk werd gewekt dat de twee samen gespeeld zouden hebben.
Na de scheiding van haar tweede man vormde Martin in 1970 de band The Variations. Hiermee toerde ze kort door Europa.
In 1975 stond haar muzikale carrière op een laag pitje en werkte Martin voor de politie van Halifax. Muziekhistoricus Dennis West zocht contact met haar. Platenverzamelaar Edd Bayes uit Maryland bewoog haar haar verhaal te doen in het blad Goldmine.
Eind jaren 70 toerde Janis Martin door Europa als gevolg van de toenmalige Europese rockabillyrevival. In 1977 wist Bayes RCA ervan te overtuigen de vier nog niet uitgebrachte opnames uit te brengen. Deze kwamen in 1977 op Dog Gone Records uit als EP. In datzelfde jaar nam ze haar twee laatste singles op in Europa.

### Vanaf de jaren 80
In de jaren 80 bracht het label Bear Family haar complete platengeschiedenis uit op het compilatie-album The Female Elvis. Dankzij de hernieuwde aandacht voor rockabilly trad Martin weer regelmatig op in de VS en Europa.
In 1995 verscheen Martin op het album Rockabilly Filly van Rosie Flores. In 2003 kwam haar laatste eigen album Love and Kisses uit. Zes maanden voor haar dood nam Flores met Martin een album dat op 18 september 2012 uitgebracht werd als The Blanco Sessions op het label Cow Island Music.
Terugkijkend was Janis Martin een veelbelovend artieste, een lange succesvolle carrière als muzikant bleef echter uit door persoonlijke keuzes en omstandigheden. Martin stierf op 3 september 2007 aan kanker in het Duke University Medical Center in Durham, North Carolina. Haar enige zoon, Kevin Parton, stierf vier maanden later.

### Trivia
- Martin werd gekozen tot Most Promising Female Vocalist of 1956 op de jaarlijkse diskjockeyconventie van Billboard Magazine.
- Martin werd toegevoegd aan de Rockabilly Hall of Fame.[3]
- In 2010 voegde de Library of Virginia Martin toe aan de lijst van "Virginia Women in History" toe vanwege haar muzikale carrière.[4]

## Discografie

### Singles (7")
| Jaar | A-kant                                                                         | B-kant                                                            | Platenmaatschappij | Record-ID               |
| ---- | ------------------------------------------------------------------------------ | ----------------------------------------------------------------- | ------------------ | ----------------------- |
| 1955 | Will You, Willum                                                               | Drugstore Rock'n'Roll                                             | RCA Victor         | 47-6491                 |
| 1956 | Ooby Dooby                                                                     | One More Tear to Go                                               | RCA Victor         | 47-6560                 |
| 1956 | My Boy Elvis                                                                   | Little Bit                                                        | RCA Victor         | 47-6652                 |
| 1956 | Barefoot Baby                                                                  | Let's Elope Baby                                                  | RCA Victor         | 47-6744                 |
| 1957 | Two Long Years                                                                 | Love Me to Pieces                                                 | RCA Victor         | 47-6832                 |
| 1957 | Love and Kisses                                                                | I'll Never Be Free                                                | RCA Victor         | 47-6893                 |
| 1957 | All Right Baby                                                                 | Billy Boy, My Billy Boy                                           | RCA Victor         | 47-7104                 |
| 1958 | Cracker Jack                                                                   | Good Love                                                         | RCA Victor         | 47-7184                 |
| 1958 | Bang Bang                                                                      | Please Be My Love                                                 | RCA Victor         | 47-7318                 |
| Jaar | A-kant                                                                         | B-kant                                                            | Platenmaatschappij | Record-ID               |
| 1960 | Here Today and Gone Tomorrow                                                   | Hard Times Ahead                                                  | Palette Records    | PZ 5058 / PG 9000       |
|      |                                                                                |                                                                   | Teen Records       | TC 4404                 |
| 1961 | Teen Street                                                                    | Cry Guitar                                                        | Palette Records    | PZ 5071                 |
| 1977 | I'm Movin' On                                                                  | Begging to You                                                    | Big Dutch Label    | BD2085                  |
| 1977 | Rockin' All Over the World                                                     | Live and Let Live                                                 | Big Dutch Label    | BD2086 / BD-501         |
| 1978 | My Boy Elvis                                                                   | Billy Boy, Billy Boy                                              | RCA Victor         | PB 9211                 |
| 2011 | Barefoot Baby                                                                  | Love & Kisses                                                     | Sleazy Records     | SR30                    |
| ?    | Will You, Willum                                                               | Drugstore Rock and Roll                                           | RCA (Australia)    | 10128                   |
| Jaar | EP A-kant                                                                      | EP B-kant                                                         | Platenmaatschappij | Record-ID               |
| 1956 | I Want You, I Need You, I Love You Elvis                                       | Will You, Willyum Janis Martin                                    | Victor             | EP-1117                 |
|      | I Love You Because Elvis                                                       | My Baby Left Me Elvis                                             |                    |                         |
| 1960 | Just Squeeze Me / I Don't Hurt Anymore                                         | Half Loved / My Confession                                        | Palette Records    | EPA 4093                |
| ?    | Calypso Sweetheart / Marriage and Divorce Hank Snow and His Rainbow Ranch Boys | Love Me to Pieces / Two Long Years Janis Martin                   | RCA Victor         | DJ-76, 47-6831, 47-6832 |
| 1977 | William / Love Me Love Cha Cha Janis Martin with The Jordanaires               | Love Me Love/Blues Keep Calling Janis Martin with The Jordanaires | Dog Gone           | 81677                   |
| 1978 | My Boy Elvis / Cracker Jack                                                    | Love Me Love / Good Love                                          | RCA                | PE 9494                 |

Niet uitgebrachte titels (live-opnames 1954-1956):
- Little Things Mean a Lot (Barefoot/Stutz)
- I'm Walkin'

### Albums (lp)
- 1956: Janis and Elvis
- 1976: Rockin' Rolin' Janis, Vol 1, Country Classics Library, CCL 1106
- 1977: Rockin' Rolin' Janis, Vol 2, Rockhouse, 1128-45
- 1979: That Rockin' Gal, Bear Family Records, BFX 15032
- 1980: That Rockin' Gal Rocks On, Bear Family Records, BFX 15046
- 1985: Elvis and Janis, All Round Trading, PD1085
- 1994: The Female Elvis – Complete Recordings 1955-1960, Bear Family
- 2003: Love and Kisses, Bear Family Records, BAF 18001, ISBN 978-3-89916-012-3
- ?: That Rockin' Country Gal, Bella Records, 671, 1001
- ?: The Complete RCA (dubbel-lp), RCA, RCA PL 43153(2)
- 2012: The Blanco Sessions, Cow Island Music, CIM020LP
- 2014: Janis & Elvis – The RCA Victor Singles 1956-1958, Vee-Tone Records, VTRLP 2033

### Albums (cd)
- 1996: The Female Elvis: Complete Recordings 1956-60, Bear Family Records, BCD 15406 AH
- 2001: Here I Am, Hydra Records, BCK 27101
- 2009: Cracker Jack, Complete Rock'n'Roll, SROLLCD 825
- 2009: My Girl Janis, Great Voices of the Century, GVC 1007
- 2012: The Blanco Sessions, Cow Island Music, CIM020
- ?: Janis Martin – Masters & Studio Outtakes, Bear Family Records, BCD 16154 AR

### Boeken
- The Golden Age of American Rock 'n Roll: Reelin' & rockin': 1956-1959, Lee Cotten, 1995, ISBN 1560750391 (pagina 19: "Janis Martin was the original female Elvis Presley)
- Go Cat Go!: Rockabilly Music and Its Makers, Craig Morrison, 1996, ISBN 0252065387
- Dig That Beat!: Interviews with Musicians at the Root of Rock 'n' Roll, Sheree Homer, 1978, ISBN 978-07864-7446-2
- Keeping it Thight in the Old Dominion: A History of Virginia Rock Music, Pete Crigler, 2010, ISBN 978-160844-414-4 (pagina 3 - 'Most Promising Female Vocalist')

### Periodieken
- The Billboard 28 april 1956 - pagina 58 - Will You Willyum (Tannen, BMI) Janis Martin - RCA Victor 6491 - Singing something like a 'female Elvis Presley' ...